# Bollonaster pectinatus
Bollonaster pectinatus är en sjöstjärneart som först beskrevs av Percy Sladen 1883.  Bollonaster pectinatus ingår i släktet Bollonaster och familjen kamsjöstjärnor. Inga underarter finns listade i Catalogue of Life.